# Marcha Real
La Marcha Real („Marșul regal”) este imnul național al Spaniei. Este unul dintre puținele imnuri naționale fără text.
Imnul național spaniol este unul dintre cele mai vechi din Europa, originea fiindu-i necunoscută. Pentru prima dată a apărut, sub titlul Marcha Granadera, dar fără menționarea autorului, într-un document din 1761, „Libro de Ordenanza de los toques militares de la Infantería Española” trimis de Manuel de Espinosa.
În 1770, Marcha Granadera a fost declarat de Carlos al II-lea al Spaniei imn de onoare oficial.

## Versuri
Deși în zilele noastre Marcha Real nu are versuri, de-a lungul timpului au fost compuse mai multe variante de text. Una dintre aceste versiuni în versuri datează din timpul regelui Alfonso al XIII-lea. Există și o versiune din timpul dictaturii lui Francisco Franco. Totuși, niciunul din aceste texte nu au căpătat un statut oficial.

### Versurile din timpul luiAlfonso al XIII-lea
| Versuri de Eduardo Marquina (1879-1946) Gloria, gloria, corona de la Patria, soberana luz que es oro en tu Pendón. Vida, vida, futuro de la Patria, que en tus ojos es abierto corazón. Púrpura y oro: bandera inmortal; en tus colores, juntas, carne y alma están. Púrpura y oro: querer y lograr; Tú eres, bandera, el signo del humano afán. Gloria, gloria, corona de la Patria, soberana luz que es oro en tu Pendón. Púrpura y oro: bandera inmortal; en tus colores, juntas, carne y alma están. | Traducere Glorie, glorie, Coroană a Patriei Lumină suverană Care în stindardul tău e aur. Viață, viață, viitor al Patriei, Care în ochii tăi e O inimă deschisă Purpură și aur, steag nemuritor; În culorile tale, sunt reunite carne și suflet. Purpură și aur: să dorești și să izbândești; Tu ești, steagule, semnul efortului omenesc. Glorie, glorie, Coroană a Patriei Lumină suverană Care în stindardul tău e aur. Purpură și aur, steag nemuritor; În culorile tale, sunt reunite carne și suflet. |

În timpul celei de-a Doua Republici (1931-1939), Himno de Riego a înlocuit La Marcha Real ca imn național. Francisco Franco l-a restaurat după ce a câștigat Războiul Civil, dar a preferat titlul mai vechi „La Marcha Granadera”. În octombrie 1997, în vremea regelui Juan Carlos, printr-un decret regal s-a revenit la denumirea oficială de „Marcha Real”.